# Carlos Correa (Fußballspieler)
Carlos Correa (* 30. April 1936 in Uruguay; † 24. Mai 2013) war ein uruguayischer Fußballspieler.

## Verein
Der Abwehrspieler, der auf seinem Karrierehöhepunkt als bester Verteidiger Amerikas galt und den insbesondere seine Kopfball-, Schuss- und Zweikampfstärke auszeichnete, spielte mindestens in den Jahren 1954 und 1955 für den uruguayischen Erstligisten Danubio. Dort erreichte er mit seiner Mannschaft 1954 die Vizemeisterschaft in der Primera División. 1956 stand er in Reihen des Liga-Konkurrenten Defensor, kehrte aber im Folgejahr zu Danubio zurück. Während seiner Karriere war er auch bei Vereinen in Argentinien und Spanien aktiv.

## Nationalmannschaft
Correa spielte zudem für die uruguayische A-Nationalmannschaft. Mit dieser nahm er bereits an der Südamerikameisterschaft 1956 teil, kam aber im Verlaufe des Turniers nicht zum Einsatz. Auch während des Campeonato Sudamericano 1957 gehörte er zum Kader. Dort feierte er dann am 20. März 1957 bei der 0:4-Niederlage gegen Argentinien in Lima sein Debüt in der Celeste. Im selben Jahr lief er auch bei der Copa Lipton und der Copa Newton auf. Sein letztes von insgesamt neun Länderspielen bestritt er bereits am 28. Juli 1957. Im Rahmen seiner kurzen internationalen Karriere erzielte er einen Treffer. Mehrfach wurde er auch in eine Amerikaauswahl für Spiele gegen den "Rest der Welt" berufen.

## Erfolge
- Südamerikameister 1956
- Uruguayischer Vize-Meister 1954